# Meter
Méter (simbol m) je osnovna enota SI za merjenje dolžine, enaka razdalji, ki jo svetloba prepotuje v vakuumu v 1⁄299.792.458 sekunde. Kot pri ostalih enotah SI skrbi za mednarodno skladnost določanja magnitude metra Mednarodni urad za uteži in mere (BIPM), ki podaja priporočila za praktično realizacijo definicije metra za potrebe kalibracije drugih merilnih priprav. Ta je v domeni pooblaščenih državnih ustanov v državah, ki uporabljajo standard SI. Priporočena praktična realizacija je žarek helij-neonovega laserja, stabiliziranega z jodovo celico, oz. 1.579.800,762042(33) valovne dolžine izsevane svetlobe v zraku, ki se jo določi z interferometrom. Akreditirana ustanova v Sloveniji za izvajanje kalibracij je Laboratorij za tehnološke meritve Fakultete za strojništvo v Mariboru (FS LTM). Laboratorij je akreditiran po standardih EN 45001 (od leta 1995) in ISO 17025 (od leta 2001).
V preteklosti je bil meter definiran kot desetmilijoninka razdalje med ekvatorjem in severnim tečajem po poldnevniku, ki poteka skozi Pariz. Praktična realizacija je bila dolgo časa v obliki fizičnega predmeta – prametra, palice iz platine in nato iz zlitine platine ter iridija, s katero so primerjali merilne priprave. Vendar pa je tako velik fizičen predmet nestabilen in podvržen poškodbam ter drugim tveganjem, zato je bila leta 1960 sprejeta nova definicija, osnovana na valovni dolžini sevanja vzbujenega atoma kriptonovega izotopa 86Kr v vakuumu, to pa je leta 1983 nadomestila sedanja, ki omogoča večjo točnost.

## Etimologija
Beseda meter ima izvor v starogrškem glagolu μετρέω: metreo - meriti, šteti oz. primerjati, ki se je uporabljala tako v smislu fizičnega merjenja, kot tudi za metriko v poeziji in, širše, zmernost v ravnanju človeka. Ta razpon pomenov se ohranja v latinščini (metior, mensura), francoščini (mètre, mesure) in drugih jezikih. Moto ΜΕΤΡΩ ΧΡΩ (metro hro) v pečatu Mednarodnega urada za uteži in mere (BIPM), izrek starogrškega državnika in filozofa Pitaka iz Mitilene v prevodu »Uporabi mero!«, torej poziva hkrati k merjenju in zmernosti.

## Zgodovina
Meter je osnovna enota merskega sistema, ki temelji na desetiškem številskem sistemu, in je konec 18. stoletja začel nadomeščati številne tradicionalne enote dolžine. Prvič je bil uradno uveljavljen v Franciji med francosko revolucijo, kot poskus revolucionarjev v celoti preiti na univerzalni desetiški sistem pri merjenju (hkrati so predelali celo svoj koledar). 
Pred uvedbo metričnega sistema so bile mere v pristojnosti oblastnikov, ki so zaradi tega obremenjevali trgovce s spremenljivimi standardi. Po razpadu večjih držav so bili lahko standardi določeni glede na mesto ali trg, isti standardi pa so bili tako izkoriščeni za nadaljnje davčenje. Vedno večji obseg mednarodne trgovine pa je zahteval vedno bolj univerzalne mere, ki bi poenostavile komunikacijo, pa tudi denarno menjavo, saj bi se povečala varnost izmenjave. Mnogi so tako predlagali enotno mero, metro cattolico, želja pa je bila tudi narediti mero, ki bi bila v vseh okoljih in v vseh primerih primerljiva in tako omogočila, da pri izmeri ne bi prišlo do sporov. Teoretično so prišli do nekaterih spoznanj in rešitev, a enotne mere za razdaljo niso uvedli vse do Francoske revolucije, ko so zaradi politične oportunosti Talleyranda lahko odprli temo pred ustanovno skupščino leta 1790,a predlog ni bil dokončno sprejet, velja pa za prvi resni korak k spremembi standarda dolžine v meter. V nekaterih državah še vedno uporabljajo imperialne mere, ki že tedaj niso bile enotne glede na državo in so medkulturna odstopanja del tradicije. Imperialne mere ostajajo vseeno žive tudi v praktični rabi v nekaterih dejavnostih. 

### Definicija prek nihala
Zamisel definicije metra je več kot stoletje starejša. Leta 1668 je angleški filozof John Wilkins v svojem eseju Esej o realnem značaju in o filozofskemu jeziku (An Essay towards a Real Character and a Philosophical Language) predlagal, da bi se lahko meter definiral kot dolžina nihala s polperiodo ene sekunde (zamisel s sekundnim nihalom je pripisal Christopherju Wrenu). Leta 1670 je Gabriel Mouton, lyonski škof, tudi predlagal univerzalni standard za dolžino z desetiškimi mnogokratniki in delitelji, ki naj bi temeljil na enominutnem kotu Zemljinega poldnevniškega loka ali, ker Zemljinega obsega ni bilo lahko meriti, na nihalo z nihajnim časom 1 s. 
Enako metodo kot Wilkins je nekaj let kasneje leta 1675 predlagal italijanski prirodoslovec Tito Livio Burattini v svojem delu Misura Universale za merski sistem, ki bi temeljil na sekundi. Za enoto je uporabil frazo metro cattolico (univerzalna mera), izpeljano iz grške zveze μέτρον καθολικόν: métron katholikón, da bi označil standardno dolžinsko enoto, izpeljano iz gibanja nihala.
Christiaan Huygens je opravil prvi poskus in ugotovil, da dolžina nihanja nihala s takšno polperiodo znaša 38 rijnlandskih palcev ali 39,25 angleških palcev (zdajšnjih 997 mm). Kmalu zatem pa so ugotovili tudi, da se dolžina sekundnega nihala zaradi vpliva spreminjajoče Zemljine težnosti s krajem spreminja. Jean Richer je leta 1671 izmeril 0,3 % razliko v dolžini med Cayennom v Francoski Gvajani in Parizom. Absolutna razlika v dolžini je znašala 1,25 linij (2,8 mm). Nihajna ura, ki bi v Parizu kazala prav, je v Cayennu izgubila vsak dan poltretjo minuto.
Do francoske revolucije 1789 ni bilo praktičnega napredka za ustanovitev »univerzalne mere«. Talleyrand je leta 1790 pred ustanovno skupščino ponovno predlagal zamisel s sekundnim nihalom, da bi bila meritev definirana na geografski širini 45° severno, ki v Franciji poteka severno od Bordeauxa in južno od Grenobla. Navkljub podpori skupščine in Združenega kraljestva, ter novoustanovljenih neodvisnih ZDA njegov predlog ni bil sprejet.

### Poldnevniška definicija
Konec 18. stoletja so ugotovili, da je sila težnosti odvisna od lege na zemeljski obli, saj Zemlja ni pravilna krogla, zato bi bilo poskus težko ponoviti. Da bi omogočili neodvisno določanje magnitude metra, so se člani komisije Francoske akademije znanosti (Académie des sciences) leta 1791 namesto tega odločili, da meter definirajo kot eno desetmilijoninko dolžine krožnega loka na površini Zemlje med njenim polom in ekvatorjem, potegnjenega po poldnevniku skozi Pariz. V ta namen je akademija financirala znanstveno odpravo s ciljem točne meritve razdalje med zvonikom v kraju Dunkerque na severu Francije in gradom Montjuïc v Barceloni (pod predpostavko, da je poldnevnik skozi Dunkerque enak tistemu skozi Pariz). Meritev, ki sta jo opravljala Jean-Baptiste Joseph Delambre in Pierre-François-André Méchain, je trajala od leta 1792 do 1799, že 7. aprila 1795 pa je Francija sprejela meter kot uradno dolžinsko mero na podlagi starejših meritev (skladno z njimi je kilometer znašal 443,44 takratne francoske linije).
Problem te definicije je bil, da so za model oblike Zemlje vzeli geoid, približek, ki ne upošteva krajevnih značilnosti površja. Kljub pomislekom je bila vrednost sprejeta in, ko sta Delambre ter Méchain pregledala svoje izračune, sta prišla do svojega rezultata, po katerem je bil kilometer 0,144 francoske linije krajši, torej 0,03 % razlike.

### Prameter
Medtem je komisija naročila izdelavo niza palic iz platine in ko sta Delambre ter Méchain sporočila svoj rezultat, so vzeli tisto, ki se je po dolžini najbolj ujemala, ter jo 22. junija 1799 shranili v Narodnem arhivu kot trajen zapis. Ta predmet je dobil ime mètre des Archives in je obveljal za standard. Francija je uradno sprejela metrični sistem 10. decembra 1799.
François Arago in Jean-Baptiste Biot sta kasneje raztegnila geodetski lok, po katerem je bil določen meter, in ugotovila, da je vrednost 443,296 linije prekratka. Njun izračun 443,31 linije so kasneje še podaljšali na 443,39. Kljub temu, da je definicija omogočala neodvisno določanje magnitude metra, se je to izkazalo za izredno nepraktično, tako da so države, ki so sledile francoskemu zgledu (začenši z Nizozemsko leta 1816), naročile replike arhivskega metra za lastno uporabo. Čeprav se je izkazalo, da je prekratek, je mednarodna metrična komisija leta 1872 sklenila definirati novi mednarodni standardni meter kot dolžino arhivskega metra v stanju, v kakršnem je bil takrat. Rezultat prizadevanj za poenotenje merskih enot na mednarodni ravni je bil podpis metrske konvencije leta 1875 in vzpostavitev organizacijske strukture za standardizacijo.
Da bi omilili težave z arhivskim metrom, kot sta obraba in temperaturna nestabilnost, je novoustanovljeni BIPM britanskemu podjetju Johnson Matthey naročil izdelavo 30 novih palic iz zlitine 90 % platine in 10 % iridija s točnostjo, kolikor je je omogočala takratna tehnologija. Ta zlitina je bistveno trša od čiste platine, palice pa so bile izdelane v profilu, podobnem črki X, kar daje večjo stabilnost napram strižnim silam. Eno od teh palic, ki je najbolj ustrezala arhivskemu metru, so na Generalni konferenci za uteži in mere leta 1889 nato imenovali za prameter, ostale pa so razdelili med države podpisnice metrske konvencije za uporabo kot nacionalne standarde (z ustreznim korekcijskim faktorjem). Takrat sprejeta definicija metra je bila dolžina prametra pri nič stopinjah Celzija in standardnem tlaku, hkrati pa je bil vzpostavljen tudi sistem za redno primerjanje (kalibracijo) nacionalnih standardov z njim. Prameter je bil shranjen v trezorju Mednarodnega urada za uteži in mere v Sèvresu.
Prvo in edino ponovno primerjanje nacionalnih prototipov s prametrom so izvedli med letoma 1921 in 1936 ter ugotovili, da je definicija stabilna z mero negotovosti 0,2 µm. V tem času je bila definicija izražena točneje, saj je v izvirni obliki določila le, da bo »prototip, pri temperaturi taljenja ledu, odslej predstavljal metrično enoto dolžine«. 7. Generalna konferenca za uteži in mere leta 1927 je tako določila:

Enota dolžine je meter, definiran kot razdalja, pri 0°, med osmi dveh centralnih črt, zarisanih na palici iz platine-iridija in shranjene v Bureau International des Poids et Mesures in imenovane Prototip metra na 1. Conférence Générale des Poids et Mesures, pri čemer je palica izpostavljena standardnemu atmosferskemu tlaku in položena na dva valja premera vsaj en centimeter, ki sta postavljena simetrično v isti vodoravni ravnini na razdalji 571 mm drug od drugega.
Razdalja 571 mm med valji, na katera je simetrično položen prameter (4⁄7 njegove dolžine), ustreza Airyjevim točkam palice, kar zagotavlja najmanjše ukrivljanje.

### Sevanje kriptona
Že konec 19. stoletja je fizik Albert Abraham Michelson predlagal, da bi lahko meter izrazili z valovnimi dolžinami sevanja, in v laboratorijih BIPM s takratnim direktorjem J. Renéjem Benoîtom izvajal meritve prametra z interferometrom lastne izdelave. Preskusil je več možnosti in kot najustreznejšo izbral kadmijevo svetilko, hkrati pa je odkril pojava fine in hiperfine strukture v spektralnih črtah vzbujenih atomov, ki sta igrala pomembno vlogo pri razvoju kvantne mehanike in teorije relativnosti. Za to delo je leta 1907 prejel Nobelovo nagrado za fiziko. Kasneje so pri BIPM izboljšali metodo in leta 1927 je 7. Generalna konferenca za uteži in mere sprejela alternativno definicijo metra kot 1.553.164,13 valovne dolžine sevanja kadmija, izmerjenih s Fabry-Pérotovim interferometrom.
Po 2. svetovni vojni so z novimi spoznanji močno izboljšali natančnost metode. Z uporabo samo enega izotopa so zmanjšali število komponent spektralne črte, z merjenjem težkih atomov pri nizkih temperaturah so zmanjšali vpliv gibanja atomov, uporaba izotopa s sodim izotopskim številom pa je izničila učinek fine strukture. Tem kriterijem je zadostila svetilka, napolnjena s kriptonom 86Kr; na 11. Generalni konferenci za uteži in mere leta 1960 je bila torej uradno sprejeta nova definicija metra:
Dolžina, enaka 1.650.763,73 valovne dolžine v vakuumu izseva, ki ustreza prehodu med [energijskimi] nivoji 2p10 in 5p5 atoma kriptonovega izotopa 86Kr.
Ta definicija je odpravila odvisnost od fizičnega predmeta in namesto tega meter opredelila na osnovi neuničljivega naravnega standarda. Prameter ima vse odtlej le še arhivski pomen, še vedno ga hrani Mednarodni urad za uteži in mere na svojem posestvu v Sèvresu.
Definicija na osnovi sevanja kriptona je veljala 23 let, do 1983, ko jo je 11. Generalna konferenca za uteži in mere zamenjala s sedanjo, saj realizacija ni bila dovolj točna za vsa področja uporabe. Omejitve so se pokazale predvsem pri določanju razdalj v astrofiziki. Hkrati je v drugi polovici 20. stoletja močno napredovala tehnika merjenja hitrosti svetlobe in laserska tehnologija, ki sta presegli točnost določanja kriptonovih spektralnih črt in odprli možnost sedanje definicije.
| osnova | datum | absolutna negotovost | relativna negotovost |
| --- | ----- | -------------------- | -------------------- |
| ⁠1/10 000 000⁠ del kvadranta po poldnevniku, po meritvi, ki sta jo opravila Delambre in Méchain                                | 1795  | 500–100 μm           | 10−4                 |
| Prva prototipna palica iz platine (Mètre des Archives)                                                                       | 1799  | 50–10 μm             | 10−5                 |
| Palica iz zlitine platine in iridija pri temperaturi taljenja ledu (1. CGPM)                                                 | 1889  | 0,2–0,1 µm           | 10−7                 |
| Palica iz zlitine platine in iridija pri temperaturi taljenja ledu in atmosferskem tlaku, podprta na paru nosilcev (7. CGPM) | 1927  | n/a                  | n/a                  |
| Hiperfin atomski prehod; ⁠1/1650763,73⁠ valovne dolžine svetlobe določenega prehoda kriptona-86 (11. CGPM)                     | 1960  | 4 nm                 | 4 ×10−9              |
| Dolžina poti, ki jo prepotuje svetloba v vakuumu v ⁠1/299 792 458⁠ sekunde (17. CGPM)                                          | 1983  | 0,1 nm               | 10−10                |

## Definicija
Trenutna definicija je bila sprejeta na 17. Generalni konferenci za uteži in mere leta 1983 in je vezala meter na enoto sekunde ter fizikalno količino hitrosti svetlobe. To pomeni, da se meter v celoti izraža s stabilnimi značilnostmi narave, saj je sekunda sama izražena s številom hiperfinih prehodov cezijevega atoma. Definicija metra se glasi:
Meter je dolžina poti, ki jo prepotuje svetloba v vakuumu v časovnem intervalu ⁠1/299 792 458⁠ sekunde.
Hkrati je bilo na konferenci sprejeto, da znaša hitrost svetlobe v vakuumu natanko 299.792.458 metrov na sekundo. Ta ubeseditev je zaobšla odvisnost od stanja tehnike – definicijo, izraženo z valovno dolžino izseva laserja, bi bilo treba popraviti vsakič, ko bi iznašli boljši laser. Namesto tega se izsev laserja uporablja za praktično realizacijo metra, za katero BIPM podaja le priporočila. Z določitvijo hitrosti svetlobe je mogoče valovno dolžino izraziti s frekvenco, to pa se kalibrira z uporabo cezijevih atomskih ur, ki so trenutno nekaj velikostnih razredov točnejše od najbolj dovršenih laserjev.
Za potrebe razmejitve metra priporoča BIPM izsev helij-neonovega laserja z valovno dolžino λHeNe = 632,99121258 nm, stabiliziranega z jodovo celico, ki ima ocenjeno relativno negotovost 21×10−11. Za lažjo predstavo, ta negotovost ustreza meritvi obsega Zemlje s točnostjo enega milimetra.
Jodova celica – posodica z jodovo paro na poti žarka – deluje kot optični filter, ki absorbira vse dele valovanja razen ozke črte pri ~633 µm, ki odgovarja enemu izmed energetskih prehodov joda, kar predstavlja absolutno umeritev in hkrati zmanjša pasovno širino izseva (to povečujejo neželeni pojavi, kot je Brownovo gibanje molekul vzbujenega plina). Kar najmanjša možna pasovna širina je pomembna, saj se razdaljo določa z interferometrijo – štetjem interferenčnih prog na detektorju interferometra, katerih število je odvisno od optične poti, za točno določanje tega števila pa morajo biti čim ostrejše. Ocenjena relativna negotovost trenutno predstavlja glavni omejujoči dejavnik pri razmejevanju metra. Dodatno k negotovosti prispeva dejstvo, da priporočena praktična realizacija predpostavlja meritev razdalje pri izsevu v zraku, ne v vakuumu. V ta namen se uporablja korekcijski faktor, ki ustreza lomnemu količniku zraka, točnost določanja tega pa je omejena s točnostjo meritev temperature, tlaka in relativne vlažnosti.

## Mnogokratniki
Za mnogokratnike in manjše enote se uporablja predpone SI. Največkrat se uporablja:
| deli     | deli    | deli       |          | mnogokratniki | mnogokratniki | mnogokratniki |
| vrednost | znak SI | ime        | vrednost | znak SI       | ime           |               |
| 10-1 m   | dm      | decimeter  | 101 m    | dam           | dekameter     |               |
| 10-2 m   | cm      | centimeter | 102 m    | hm            | hektometer    |               |
| 10-3 m   | mm      | milimeter  | 103 m    | km            | kilometer     |               |
| 10-6 m   | µm      | mikrometer | 106 m    | Mg            | megameter     |               |
| 10-9 m   | nm      | nanometer  | 109 m    | Gm            | gigameter     |               |
| 10-12 m  | pm      | pikometer  | 1012 m   | Tm            | terameter     |               |
| 10-15 m  | fm      | femtometer | 1015 m   | Pm            | petameter     |               |
| 10-18 m  | am      | atometer   | 1018 m   | Em            | eksameter     |               |
| 10-21 m  | zm      | zeptometer | 1021 m   | Zm            | zetameter     |               |
| 10-24 m  | ym      | joktometer | 1024 m   | Ym            | jotameter     |               |

### Posebnosti
- V splošni uporabi je tudi beseda »mikron« za mikrometer,[Op. 5][25] kar pa po standardu ni zaželeno.[26]
- Mnogokratniki razen kilometra se redko uporabljajo. V vsakdanji uporabi dolžine v rangu 101 in 102 m izražamo kar z metri namesto z mnogokratniki (na primer 30 m ali 300 m namesto 3 dam ali 3 hm). V astronomiji zelo velike razdalje izražajo z astronomskimi enotami (149,6 Gm), svetlobnimi leti (1 Pm) ali parseki (31 Pm).

## Razmerje z ostalimi enotami SI
Meter je eden od temeljev za velik del trenutne strukture mednarodnega sistema enot, čigar pomembna vrlina je natančna matematična in logična skladnost enot. Magnituda samega metra je odvisna od sekunde, z metrom pa sta nato posredno ali neposredno izraženi magnitudi dveh drugih osnovnih enot SI: kandele za svetilnost in ampera za električni tok. Tem nadalje sledi množica izpeljanih enot, ki se uporabljajo za merjenje cele vrste lastnosti narave. Newton je recimo definiran kot sila, ki jo potrebujemo, da pospešimo maso enega kilograma z enim metrom na kvadratno sekundo. Newton je nato osnova za definicijo enot za električni tok (amper), tlak (paskal), energijo (džul), moč (vat) idr., kaskada odvisnosti pa se nato nadaljuje še dalje (amper in vat na primer definitrata enoto volt za napetost, ta pa nato skupaj s sekundo enoto weber za magnetni pretok).

## Pretvorba v druge enote dolžine
1 meter je 
1010 Angstremov
3,2808 čevlja
1,0936 jarda
0,5274 sežnja
0,00054 morske milje
0,00062 mednarodne milje
~2 egipčanska kraljeva komolca (ohranjene merilne palice merijo 0,523–0,529 m)